# Бои на Бирманской дороге
Бои на Бирманской дороге (кит. 滇緬路戰役) — военная операция китайских войск по оказанию помощи своим британским союзникам во время Бирманской кампании 1942 года. 

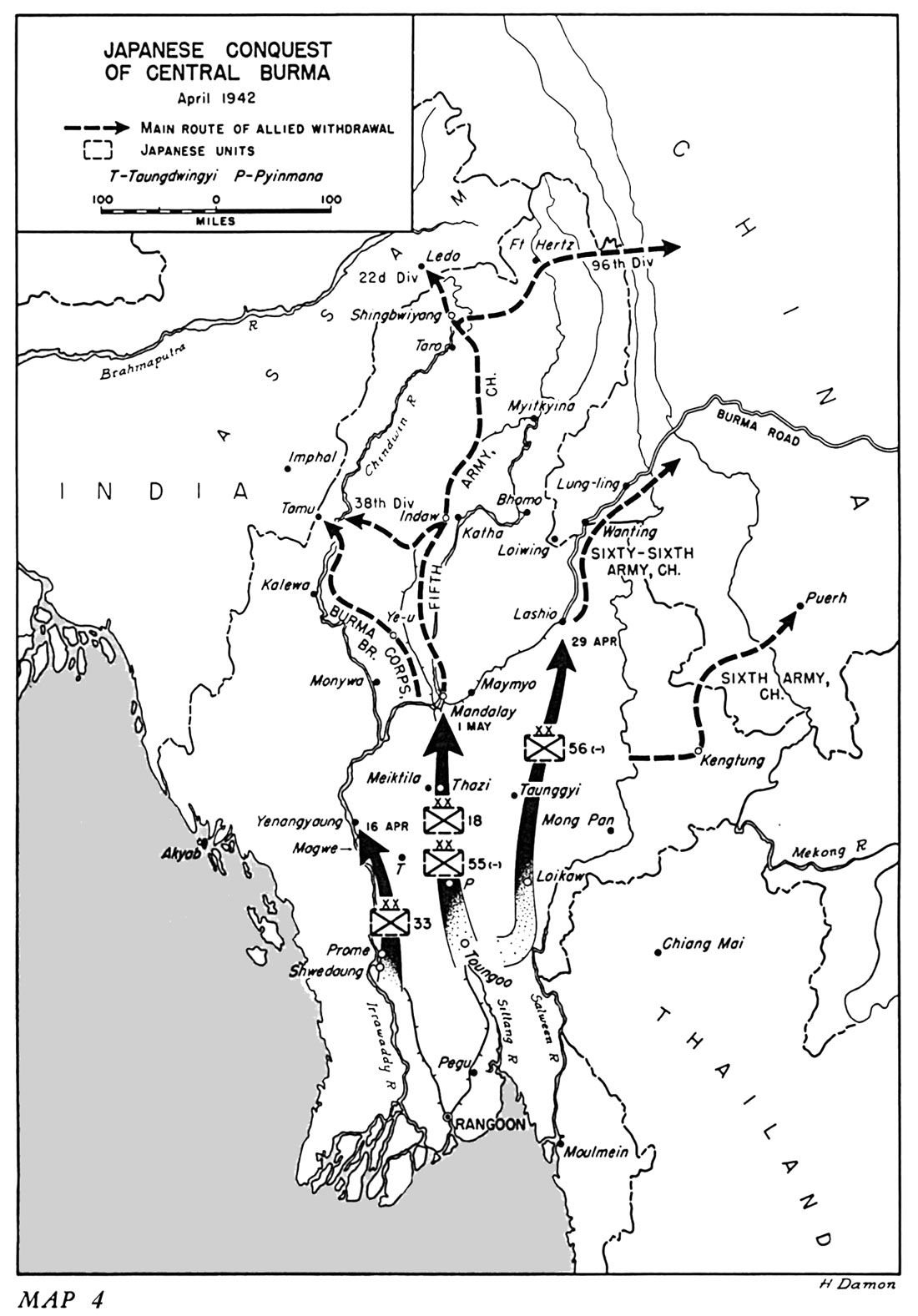
Захват Японией Бирмы. 1942 г.

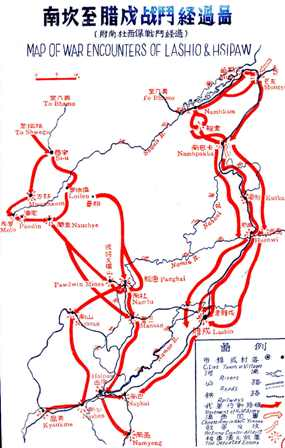
Бои в районе Лашо. 1942 г.

8 декабря 1941 года, после вступления Японии во Вторую мировую войну, японская 15-я армия заняла Таиланд. 23 декабря 1941 года в Чунцине между Китайской Республикой и Великобританией было подписано соглашение о совместной обороне Бирмы. 20 января японцы перешли границу британской Бирмы и захватили город Тавой. 9 февраля части 15-й японской армии начали наступление на Рангун и 8 марта взяли его, начав наступление на север. Не имея сил для защиты Бирмы, англичане были вынуждены обратиться за помощью к Чан Кайши. Китайский экспедиционный корпус, состоявший из 5-й, 6-й и 66-й армий под командованием генерал-лейтенанта Ло Чжуоина вошёл в северную Бирму из провинции Юньнань и должен был защищать на востоке долину реки Ситаун. 
Передовые части 200-й дивизии 5-й армии прибыли к Таунгу 8 марта и заняли оборонительные позиции. 6-й армия, которой было приказано выдвинуться из Куньмина к бирманско-тайской границе, в середине марта своими передовыми частями достигла Маучи, Монг Пана и Монг Тона. 66-я армия позже прибыла в Лашо и Мандалай в качестве резерва и для оказания помощи британским войскам. 
18–19 марта при Тачиао произошло первое столкновение передовых подразделений, после чего китайские силы прикрытия отступили к своей позиции у Октвина. На следующий день, 19-го числа, японцы заняли Пью.
20–23 марта при Октвине произошло второе столкновение. Японская 55-я дивизия атаковала позиции 200-й дивизии, численно равной полку. Китайцы удерживали свои позиции до наступления ночи и 24 марта отступили к главной линии обороны в Таунгу.
24–30 марта в районе города Таунгу (в 200 км севернее Рангуна) 200-я китайская дивизия четыре дня оказывала упорное сопротивление 55-й японской дивизии. Китайцы были окружены, затем сражались ещё 10 дней и, понеся потери личного состава и вооружения, всё-таки прорвались из окружения на север.
Бои при Пьинмане длились четыре дня (с 17 по 20 апреля) и закончилась отступлением 96-й дивизии и артиллерийского полка и преследованием японцев.
Ситуация стала критической, когда линия обороны 6-й армии, дислоцированная в районе Лашо и Мьичина, была прорвана японцами после прибытия сильных подкреплений из Таиланда. В ночь с 18 на 19 апреля китайская 55-я дивизия, охранявшая дорогу Маучи-Лойко-Таунджи, была уничтожена южнее Лойко, а ее солдаты бежали. 20-21 апреля вся 6-я китайская армия практически была уничтожена и её остатки в конце апреля покинули Бирму и вернулись в Китай. 
Боеспособность других китайских дивизий оказалась крайне низкой, и они с начала апреля стали отступать, не оказывая серьёзного противодействия японцам. Управление дивизиями со стороны командующих армиями было потеряно, и в результате чего фронт развалился.
Когда британские войска стали отходить на запад, в сторону Индии, 5-я армия отступила на север, к китайской границе. 38-я и 22-я китайские дивизии оказались отрезанными и были вынуждены с остатками британских войск пробиваться через горы и джунгли на территорию Британской Индии. К началу сезона дождей практически вся территория Бирмы была оккупирована японцами.